# Pietro Kuciukian
Pietro Kuciukian (Arco, 18 gennaio 1940) è un medico, saggista e pubblicista italiano di origine armena.

## Biografia
Pietro Kuciukian, figlio di un sopravvissuto al genocidio armeno, si è formato al Collegio dei mechitaristi di Venezia dove ha appreso la lingua armena e opera e vive a Milano.
Dopo il terremoto in Armenia del 1988, si è recato nelle zone sinistrate per aiutare a costruire un ambulatorio e due scuole e in generale per aiutare la popolazione armena.
È inoltre impegnato nella diffusione della storia e della cultura armena, grazie al "Comitato dei Giusti per gli Armeni: la Memoria è il Futuro" di cui è fondatore e al museo del genocidio di Erevan con il quale collabora, fra l'altro, recandosi ogni anno a collocare nel Muro della Memoria le ceneri e la terra dei luoghi di sepoltura dei Giusti, coloro che si sono opposti al genocidio e l'hanno denunciato pubblicamente.
Con Gabriele Nissim ha fondato Gariwo, la foresta dei Giusti che promuove convegni internazionali (es. Padova, 2000, "Si può sempre dire un sì o un no"; Milano 2003, I Giusti del GULag), i cui atti sono stati pubblicati. Gariwo si impegna a diffondere nelle scuole e nelle istituzioni la conoscenza delle figure esemplari dei Giusti e a promuovere la creazione in diverse città in Italia e all'estero dei Giardini dei Giusti.
Nel 2003 nel Giardino dei Giusti di Milano gli è stato dedicato un albero e un cippo per la sua attività di ricerca dei Giusti per gli armeni.
Nel 2007 è stato nominato Console Onorario della Repubblica di Armenia in Italia. 
Ha collaborato con il domenicale del Sole 24 ore e con EDISPORT.

## Opere
- Terre dimenticate, Casa Editrice Armena, Venezia 1991
- (come curatore) Raffaele Gianighian, Khodorciur: viaggio di un pellegrino alla ricerca della sua Patria, Casa Editrice Armena, Venezia 1992
- Il paese delle pietre urlanti, Casa Editrice Armena, Venezia 1992
- Le terre di Nairi, viaggio in Armenia, Guerini, Milano 1994, ISBN 8878025437 http://www.gariwo.net/leggere/scheda.php?cod=38&categoria=75&sopra=2&sotto=75[collegamento interrotto]
- (come curatore) Armin T. Wegner e gli Armeni in Anatolia, 1915, Guerini, Milano 1996, ISBN 88-7802-681-6
- Viaggio tra i cristiani d'oriente, Guerini, Milano 1997, ISBN 8878027340
- Dispersi, viaggio fra le comunità armene nel mondo, Guerini, Milano 1998, ISBN 8878029548 http://gariwo.net/leggere/scheda.php?cod=40[collegamento interrotto]
- (come curatore) Karekin, L'identità della Chiesa Armena, ecumenismo e rinnovamento, Edizioni Dehoniane, Bologna 1998, ISBN 9788810401217
- Voci nel deserto. Giusti e testimoni per gli armeni, Guerini, Milano 2000, ISBN 8883351673 http://www.gariwo.net/leggere/scheda.php?cod=19&categoria=73&sopra=2&sotto=73[collegamento interrotto]
- Il Giardino di tenebra. Viaggio nel Nagorno Karabgh, Guerini, Milano 2003, ISBN 8883354133 http://www.gariwo.net/leggere/scheda.php?cod=41&categoria=75&sopra=2&sotto=75[collegamento interrotto]
- (come curatore) Fayez El-Ghossein, Il beduino misericordioso. Testimonianza di un arabo musulmano sullo sterminio degli armeni, Guerini, Milano 2005, ISBN 9788883356438
- (come curatore) Arshavir Shiragian, Condannato a uccidere. Memorie di un patriota armeno, Guerini, Milano 2005, ISBN 8883355628
- La terza Armenia. Viaggio nel Caucaso post-sovietico, Guerini, Milano 2007, ISBN 8883358465 http://www.gariwo.net/leggere/scheda.php?cod=283&categoria=75&sopra=2&sotto=75[collegamento interrotto]
- (come curatore) Anita Engle, Spie all'ombra della mezzaluna. Il sogno irrealizzato di un unico stato arabo-ebraico, Dallai, Milano 2008, ISBN 9788860730077
- (come curatore) Samuel Shahmuradian, La tragedia di Sumgait, 1988, Un pogrom di armeni nell'Unione Sovietica, Guerini, Milano 2012, ISBN 9788862504638
- I disobbedienti. Viaggio tra i giusti ottomani del genocidio armeno, Guerini, Milano 2016, ISBN 9788862506335

## Riconoscimenti
- Nel 2019 l'Accademia degli Studi Mediterranei di Agrigento gli ha conferito il Premio Empedocle per le Scienze Umane
- Nel 2015 è stato insignito della massima onorificenza della Presidenza della Repubblica d'Armenia Movses KhorenaTzi per meriti legati alle sue ricerche storiche e alla promozione delle buone relazioni tra Italia ed Armenia
- Nel 2005 ha ricevuto la Medaglia d'oro della Gratitudine dal presidente della Provincia di Milano per il suo lavoro per il Museo del genocidio di Erevan
- Nel 2003 il Comune di Milano ha assegnato a Pietro Kuciukian l'Ambrogino d'oro e nel "Giardino dei Giusti di tutto il mondo" al Monte Stella è stato piantato un albero e un cippo a lui dedicato per aver creato il "Giardino dei Giusti per gli Armeni" di Erevan[1].
- Nel 2000 ha ricevuto a Venezia il Premio S. Vidal per il dialogo tra i popoli e le religioni
- Nel 1992 il Ministro Vito Lattanzio, coordinatore della Protezione Civile Italiana, gli ha conferito il Diploma di Benemerenza e Medaglia per l'opera prestata a favore della popolazione dell'Armenia colpita dal sisma del 1998

Gli è stata conferita la cittadinanza onoraria delle città di Stepanavan e Spitak in Armenia e della sua città natale, Arco di Trento in Italia.

## Fonti
- Pietro Kuciukian, il viaggio ai confini delle proprie radici, su ilgiornale.it.
- Costruire la pace, intervista a Pietro Kuciukian, su iubilantes.it.
- Pietro Kuciukian su "Zatik", su zatik.com.
- Pietro Kuciukian sul sito dell'editrice Bruno Mondadori, su brunomondadori.com. URL consultato il 2 aprile 2009 (archiviato dall'url originale l'11 ottobre 2007).